# Tanja Dusy
Tanja Dusy (* 1. Februar 1964 in Goirle, Niederlande) ist eine deutsche Kochbuchautorin und Journalistin.
Nachdem Dusy in Köln ihren Master of Arts in Germanistik, Kunstgeschichte, Theater-, Film- und Fernsehwissenschaften abschloss, arbeitete sie zuerst als  Autorin bei Endemol und später als Redakteurin und Aufnahmeleiterin für die VOX-Sendung Kochduell.
Heute entwickelt Dusy Kochrezepte und arbeitet als Autorin für zahlreiche Verlage.

## Veröffentlichungen (Auswahl)
- „Strauss & Känguru“, ISBN 978-3-7742-3561-8
- „Ente & Gans“, München: Gräfe und Unzer, ISBN 978-3-7742-6052-8
- „1 Nudel- noch mehr Saucen“ Gräfe und Unzer, ISBN 978-3-7742-6600-1
- „WOK“, Gräfe und Unzer, ISBN 978-3-8338-0321-5
- „1 Brot – 50 Aufstriche“, Gräfe und Unzer, ISBN 978-3-8338-0652-0
- „Indien Basics“, Gräfe und Unzer, ISBN 978-3-8338-0835-7
- Brunch & Büfett. München: Gräfe und Unzer, ISBN 978-3-8338-0827-2
- „Suppen“. München:  Gräfe und Unzer,  ISBN 978-3-8338-2047-2
- „Frankreich: Die Küche, die wir lieben“. München: Gräfe und Unzer Verlag, ISBN 978-3-8338-2198-1
- „Winterküche“.  München: Gräfe und Unzer, ISBN 978-3-8338-2307-7
- „Besser Esser: Dein Rezepte-Guide durch den Ernährungsdschungel“. München: Gräfe und Unzer, ISBN 978-3-86355-749-2
- „Brot & Aufstriche“  ZS Verlag GmbH, ISBN 978-3-89883-526-8
- „Asia-Noodle-Bowls: 50 leichte Rezepte für Ramen, Salate und Wok-Gerichte“, EMF Verlag ISBN 978-3-86355-749-2
- „Sushi Revolution“. EMF Verlag, ISBN 978-3-86355-685-3
- „Gemüse-Spirelli: Nudelglück mit dem Spiralschneider“. München: Gräfe und Unzer, ISBN 978-3-8338-5889-5
- „Nihon Kitchen – Das Japan-Kochbuch: Über 80 authentische Rezepte von Ramen über Sushi bis Tempura einfach zu Hause zubereiten“  EMF Verlag, ISBN 978-3-96093-072-3
- „Salate zum Sattessen.“ GU Verlag, München 2022, ISBN 978-3-8338-8444-3.

## Auszeichnungen
Für das Buch „Indien“, erschienen 2005 im Verlag Gräfe & Unzer, erhielt Dusy die Silbermedaille der Gastronomische Akademie Deutschlands 2006 und gewann den ITB BuchAward 2007.